# Chrysops laniger
Chrysops laniger är en tvåvingeart som beskrevs av Friedrich Hermann Loew 1860. Chrysops laniger ingår i släktet Chrysops och familjen bromsar. Inga underarter finns listade i Catalogue of Life.